# Ouston, Stamfordham
Ouston är en ort i civil parish Stamfordham, i grevskapet Northumberland i England. Orten är belägen 10 km från Corbridge. Ouston var en civil parish 1866–1955 när det uppgick i Stamfordham. Civil parish hade 13 invånare år 1951.